# ENDLESS STORY (伊藤由奈の曲)
「ENDLESS STORY」（エンドレス・ストーリー）は、REIRA starring YUNA ITOのシングル。2005年9月7日にSony Music Recordsから発売された。

## 解説
2005年公開の映画『NANA-ナナ-』の劇中歌として採用された楽曲。伊藤由奈は新人ながら芹澤レイラ役に選ばれ、同映画の中で歌った。劇中の役名名義での発売となったが、実質的な伊藤由奈のデビューシングルであり、公式でもそのように扱われている（そのため次作『Faith／Pureyes』は2ndシングルとなっている）。
デビュー曲にして、オリコンシングルチャートで初登場2位を記録した。この週の1位も同映画の主題歌である「GLAMOROUS SKY」（NANA starring MIKA NAKASHIMA）であり、同映画から派出した2作品がチャートを1,2フィニッシュで飾る結果となった。その後、オリコン週間シングルチャートにおいて、初登場から8週連続ベスト5入りするヒットとなり、女性ソロアーティストのデビュー曲でのベスト5入り最長記録を樹立した（それまでの記録は1989年・宮沢りえ『ドリームラッシュ』の5週）。また、初登場以来10週連続のベスト10入りを記録した。初登場ベスト5入りしたデビュー作がその後10週以上連続でベスト10入りしたのは、CHEMISTRYの「PIECES OF A DREAM」（16週連続・2001年）以来となった。週間チャートでは「GLAMOROUS SKY」などに阻まれて最高位は2位であったものの、累計売上では「GLAMOROUS SKY」を上回っている。
このヒットにより、伊藤は中島と共に同年末の音楽番組にたびたび登場し、2005年12月31日の『第56回NHK紅白歌合戦』にも揃って登場した。伊藤自身はデビュー年にして初出場となった。ベストヒット歌謡祭・最優秀新人賞、第38回日本有線大賞・最優秀新人賞、第47回日本レコード大賞・特別賞など年末の賞レースでは新人賞関連での受賞が相次いだ。特に『ベストヒット歌謡祭』最優秀新人賞受賞の披露に際しては、あまりの嬉しさに泣いて途中で歌い切れなかった。
翌2006年には映画『NANA』の続編『NANA 2』が公開され、続けて出演した。その際にも劇中歌「Truth」を本作と同名義でシングル発売している。
2008年10月29日発売のコンピレーション・アルバム『.LOVE』にも収録されている。

## 収録曲
1. ENDLESS STORY [5:03]
作詞・作曲：Dawn Ann Thomas、日本語詞：ats-、編曲：HΛL
原曲は1993年の映画『幸福の条件』のサウンドトラックに収録されていたドーン・トーマス（Dawn Ann Thomas）の“If I'm Not in Love With You”であり、発表時にはほとんど知られていなかったが、実際はカヴァー曲である。これ以前にも、「If I'm Not in Love」というタイトルでキャシー・トロッコリ（英語版）がカヴァーしたほか、1998年にジョディ・ワトリー、1999年にフェイス・ヒルによってカヴァーされている。
歌詞は元HΛLの作曲・編曲家であるats-による日本語訳詞で、ats-名義での作詞は初である。編曲はats-がかつて在籍したHΛLが務め、『NANA』で伊藤が演じたREIRAが所属するバンドTRAPNESTをイメージしたサウンドに仕上がっている。
2. JOURNEY [5:23]
作詞：西尾佐栄子、作曲：中野雄太、編曲：嘉生大樹・斎藤真也
劇中では「ENDLESS STORY」より先に披露されている。劇中でのTRAPNESTのライヴのオープニングナンバー。
3. ENDLESS STORY -Instrumental-
4. JOURNEY -Instrumental-

## カバー
- 徳永英明（2007年）：シングル『恋におちて -Fall in love-』、カバー・アルバム『VOCALIST 3』に収録。
- JUJU（2014年）：カバー・アルバム『Request II』に収録。
- ろん（2015年）：アルバム『ろんかば -J-POP ZOO-』に収録。
- 鈴木雅之（2017年）：カバー・アルバム『DISCOVER JAPAN III 〜the voice with manners〜』に収録。

## 楽曲の収録アルバム
| 曲名          | アルバム                            | 発売日        | 備考                  |
| ------------- | ----------------------------------- | ------------- | --------------------- |
| ENDLESS STORY | 『HEART』                           | 2007年1月24日 | 1stオリジナルアルバム |
| ENDLESS STORY | 『LOVE 〜Singles Best 2005-2010〜』 | 2010年12月8日 | ベストアルバム        |